# Marco Tol
Marco Tol (Purmerend, 25 april 1998) is een Nederlands voetballer die als verdediger voor Roda JC speelt. Hij kwam eerder uit voor FC Volendam, SC Cambuur en het Portugese FC Vizela.

## Clubcarrière
Tol begon met voetballen bij RKAV Volendam, waarna hij de overstap maakte naar de jeugdopleiding van FC Volendam. Hij tekende op 30 maart 2015 zijn eerste contract, dat liep tot medio 2017 met een optie voor een extra seizoen.
 Aan het einde van het seizoen 2016/17 werd de optie in zijn contract gelicht.
Op 29 september 2017 maakte hij zijn debuut in de Eerste divisie in de wedstrijd tegen FC Dordrecht (2-2). Hij kwam na 82 minuten binnen de lijnen als vervanger van Nick Runderkamp. Hij werd in het seizoen 2018/19 basisspeler in het centrum van de verdediging van de club en speelde uiteindelijk in totaal ruim 100 duels voor de ploeg uit Volendam. 
In mei 2021 tekende hij een contract voor drie seizoenen bij SC Cambuur, dat het voorgaande seizoen promoveerde naar de Eredivisie. In 2023 degradeerde Tol met SC Cambuur naar de Eerste divisie. Het volgende seizoen miste Tol slechts één duel en reikte hij met SC Cambuur tot de halve finale van de KNVB beker, waarin N.E.C. te sterk bleek. Na afloop van het seizoen liep Tol zijn contract in Leeuwarden af en verliet hij de club.
Tol was in de voorbereiding van het seizoen 2024/25 op proef bij zijn oude club FC Volendam, maar kwam hier niet in aanmerking voor een contract. In september 2024 sloot hij transfervrij aan bij FC Vizela, uitkomend op het tweede niveau van Portugal.
In juni 2025 tekende Tol een contract voor twee seizoenen bij Roda JC. De club uit Kerkrade had aan het eind van het seizoen afscheid genomen van de centrale verdedigers Nils Röseler, Brian Koglin en Keziah Veendorp, waarna Tol als nieuwe versterkingen voor deze positie werd gehaald.

## Carrièrestatistieken

### Beloften
| Seizoen | Club             |                    | Competitie     | Competitie | Competitie | Play-offs | Play-offs |
| Seizoen | Club             | Wed.               | Competitie     | Dlp.       | Wed.       | Dlp.      |           |
| ------- | ---------------- | ------------------ | -------------- | ---------- | ---------- | --------- | --------- |
| 2016/17 | Jong FC Volendam | Vlag van Nederland | Derde divisie  | 8          | 0          | 0         | 0         |
| 2017/18 | Jong FC Volendam | Vlag van Nederland | Derde divisie  | 15         | 1          | 2         | 0         |
| 2024/25 | FC Vizela –23    | Vlag van Portugal  | Liga Revelação | 2          | 1          | 0         | 0         |
| Totaal  | Totaal           | Totaal             | Totaal         | 25         | 2          | 2         | 0         |

Bijgewerkt t/m 1 juli 2025

### Senioren
| Seizoen         | Club            |                    | Competitie      | Competitie | Competitie | Beker | Beker | Play-offs | Play-offs | Totaal | Totaal |
| Seizoen         | Club            | Wed.               | Competitie      | Dlp.       | Wed.       | Dlp.  | Wed.  | Dlp.      | Wed.      | Dlp.   |        |
| --------------- | --------------- | ------------------ | --------------- | ---------- | ---------- | ----- | ----- | --------- | --------- | ------ | ------ |
| 2017/18         | FC Volendam     | Vlag van Nederland | Eerste divisie  | 12         | 1          | 0     | 0     | 0         | 0         | 12     | 1      |
| 2018/19         | FC Volendam     | Vlag van Nederland | Eerste divisie  | 33         | 1          | 1     | 0     | 0         | 0         | 34     | 1      |
| 2019/20         | FC Volendam     | Vlag van Nederland | Eerste divisie  | 19         | 1          | 1     | 0     | 0         | 0         | 20     | 1      |
| 2020/21         | FC Volendam     | Vlag van Nederland | Eerste divisie  | 35         | 1          | 1     | 0     | 1         | 0         | 37     | 1      |
| 2021/22         | SC Cambuur      | Vlag van Nederland | Eredivisie      | 27         | 2          | 1     | 0     | 0         | 0         | 28     | 2      |
| 2022/23         | SC Cambuur      | Vlag van Nederland | Eredivisie      | 24         | 1          | 2     | 0     | 0         | 0         | 26     | 1      |
| 2023/24         | SC Cambuur      | Vlag van Nederland | Eerste divisie  | 37         | 3          | 5     | 0     | –         | –         | 42     | 3      |
| 2024/25         | FC Vizela       | Vlag van Portugal  | Liga Portugal 2 | 9          | 0          | 0     | 0     | –         | –         | 9      | 0      |
| Carrière totaal | Carrière totaal | Carrière totaal    | Carrière totaal | 196        | 10         | 11    | 0     | 1         | 0         | 208    | 10     |

 Bijgewerkt t/m 1 juli 2025